# Pierre Séguier

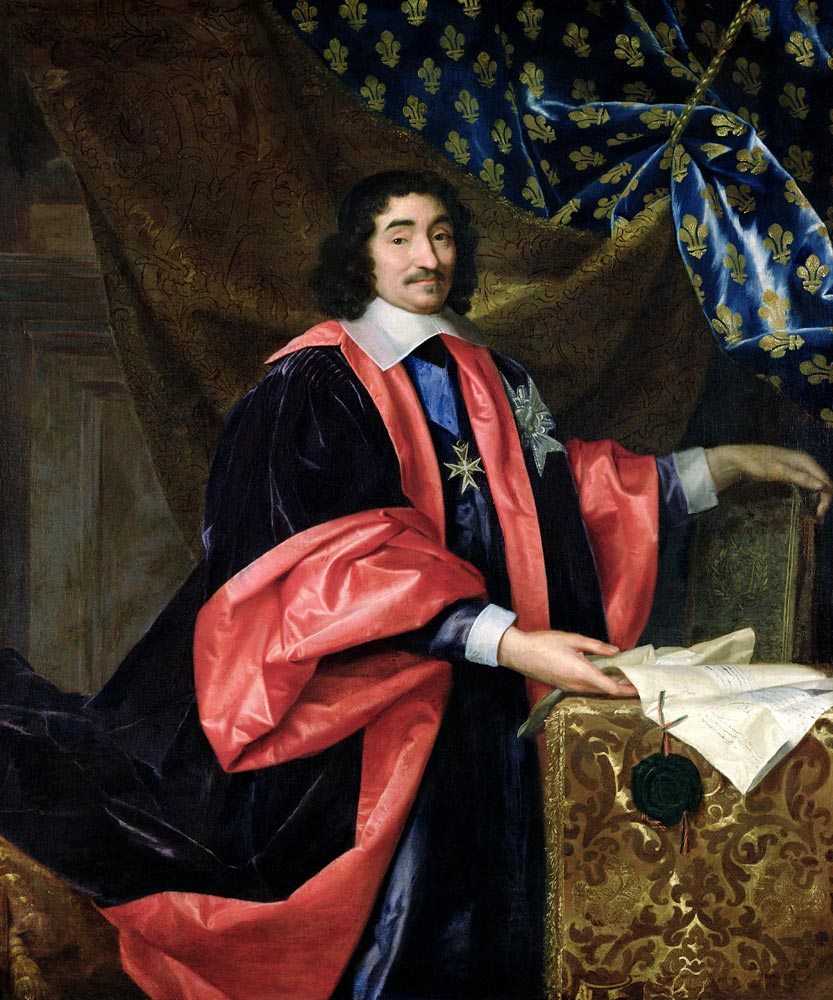
Pierre Séguier (ca. 1668) door Henri Testelin

Pierre Séguier, hertog van Villemort (Parijs, 28 april 1588 - Saint-Germain-en-Laye, 28 januari 1672) was een Frans politicus en magistraat. Hij was de rechterhand van kardinaal de Richelieu.
De Séguiers waren een familie van juristen die uit de regio Quercy kwamen. Zijn grootvader Pierre Séguier was de hoogste rechter ((président à mortier) van het Parlement van Parijs van 1554 tot 1576. Zijn vader Jean Séguier, heer van Autry, was civiel luitenant toen die vroegtijdig stierf in 1596. Hij werd leerling aan het jezuïetencollege van La Flèche en werd opgevoed door zijn oom Antoine Séguier (1552-1624).
Zijn vrouw was Madeleine Fabry, die hem twee dochters schonk Marie (1618-1710), die trouwde met een neef van Richelieu, Pierre César de Cambout, en Charlotte (1622- 5 juni 1704), die in 1639 trouwde met Maximilien III de Béthune, en in 1668 met Henri de Bourbon-Verneuil.
Van 1621 tot 1624 was hij werkzaam in Guyenne, waar hij nauw samenwerkte met de hertog van Épernon. In 1624 nam hij van zijn oom Antoine de functie president van het Parlement van Parijs over. Dit leverde hem een vermogen op. In 1633 werd Pierre Séguier zegelbewaarder onder het ministerie van kardinaal Richelieu. Vervolgens op 11 december 1635 werd hij benoemd tot kanselier van Frankrijk. Na de dood van Richelieu in 1643 werd hij ook benoemd tot beschermheer van de Franse Academie, waar hij al erelid van was sinds 1635. Na deze benoeming hield de Franse Academie regelmatig zitting bij hem thuis aan de rue Bouloi, waar hij optrad als scheidsrechter bij discussies. Hij was ook beschermheer voor enkele letterkundigen: Esprit, M. La Chambre, P. De la Chambre, G. Habert, Philippe Habert, Chaumont, Ballesdens, Priézac..
Wegens deelname aan La Fronde wordt hij in 1651 afgezet als zegelbewaarder ten voordele van de president van het Parlement, Mathieu Molé. Bij diens dood in 1656, verkreeg hij de functie van zegelbewaarder opnieuw. Maar onder Colbert werd zijn macht verder teruggebracht. Van 1661 tot zijn dood in 1672 bekleedde Séguier enkel nog erefuncties.
Een van zijn verdiensten is deelname in het opstellen van het eerste Franse wetboek van strafrecht, "Ordonnance criminelle de 1670" of "de Colbert".

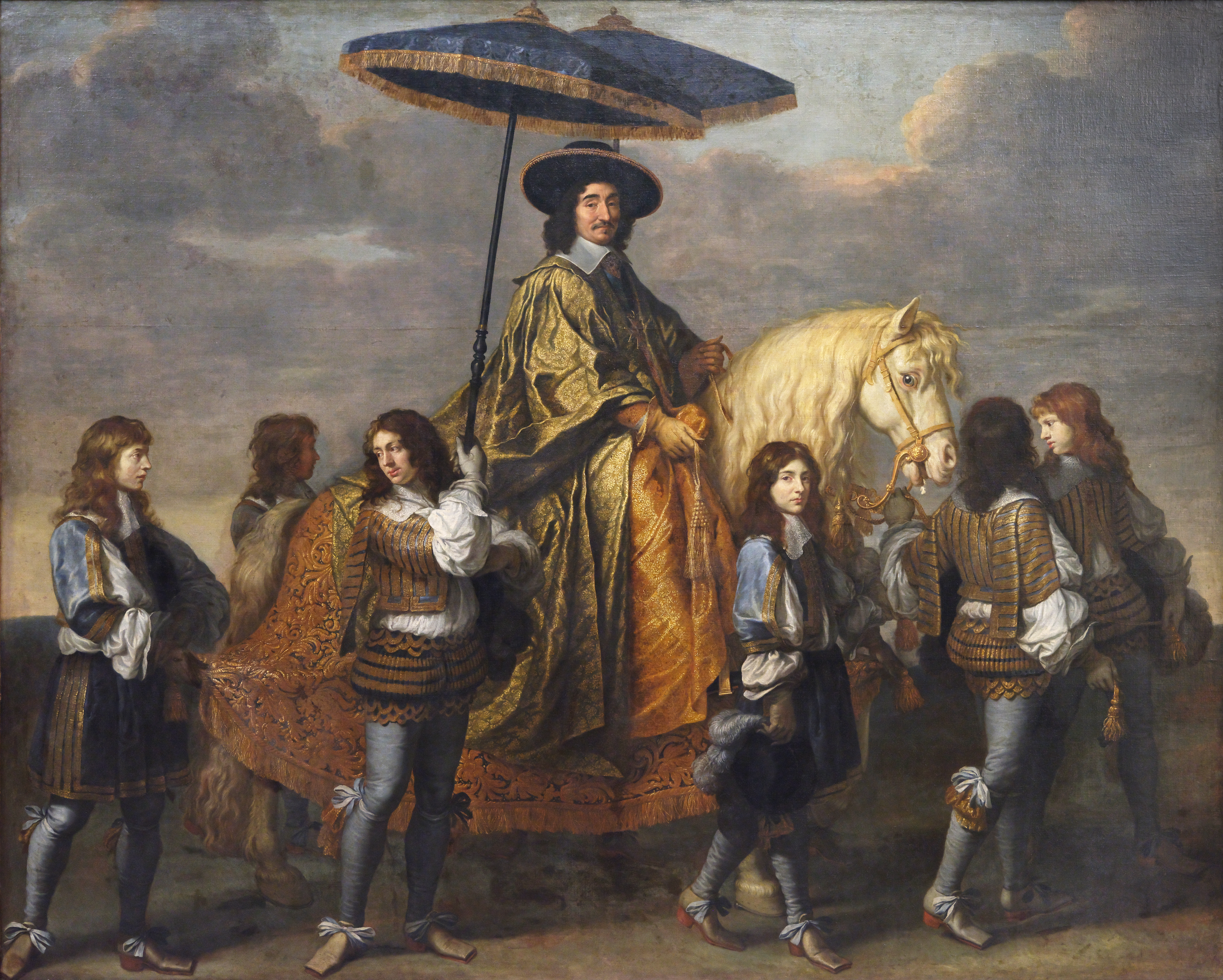
Pierre Séguier in 1657 door Charles Le Brun

- Bibliothèque nationale de France: cb119243273 (data)
- Biografisch Portaal: 24138743
- Digitale Bibliotheek voor de Nederlandse Letteren: segu001
- Gemeinsame Normdatei: 117655546
- International Standard Name Identifier: 0000 0001 2100 8595
- Library of Congress Control Number: n80159977
- Nationale Bibliotheek van Israël: 987007280517405171
- Nederlandse Thesaurus van Auteursnamen: 12718063X
- Istituto Centrale per il Catalogo Unico: UBOV923452
- SNAC: w6c55985
- Système universitaire de documentation: 027130916
- Union List of Artist Names: 500325800
- Virtual International Authority File: 41846468
- WorldCat: E39PBJyrVGJhyWhx7dwR4GfKBP